# Fritz Kirchhof
Fritz Kirchhof (* 19. Dezember 1927 in Reichenberg, Tschechoslowakei; † 9. April 1997) war ein Funktionär in der DDR. Er war 1962 Vorsitzender des Komitees für Touristik und Wandern in der DDR und von 1962 bis 1967 Sekretär des Zentralrates der Freien Deutschen Jugend.

## Politische Arbeit
Fritz Kirchhof war von Beruf Verkäufer. Zeitgleich mit Kirchhof waren im Zentralrat der FDJ tätig: Egon Krenz, Werner Lamberz, Helmut Müller, Konrad Naumann, Brigitte Römer (geb. Blümke), Hans Schmidt, Wolfgang Steinke, Wolfgang Herger und Karl Thomasius.
1964 war er gemeinsam mit Erich Rau und Helmut Müller maßgeblich an der  Vorbereitung des Deutschlandtreffens der Jugend in Berlin verantwortlich. Ebenso war er am 24. und 25. April 1964 an der 2. Bitterfelder Konferenz im Kulturpalast Bitterfeld beteiligt. Das Thema der Konferenz wurde mit Walter Ulbrichts Eingangsreferat Über die Entwicklung einer volksverbundenen sozialistischen Nationalkultur vorgegeben. Am 16. Juni 1964 wurde er mit dem Vaterländischen Verdienstorden in Bronze ausgezeichnet.
Im Herbst 1964 trat Kirchhof auf einer Bezirksleitungssitzung in Gera auf, was den Zentralrat der FDJ zu einer Stellungnahme veranlasste.
Unter dem Datum des 15. Juli 1965 übersandte Kirchhof eine Stellungnahme des Zentralrats der FDJ zu dem Film Denk bloß nicht, ich heule an Erich Mückenberger.
Am 10. Juli 1968 entschied das ZK der SED über seinen weiteren Einsatz. Am 30. April 1975 bekam er als Rentner in Berlin den VVO in Silber.

## Werke
- Günter Anton/Fritz Kirchhof: Die Jugend zum sozialistischen Denken und Handeln erziehen, in: Neuer Weg, 3 (1958), S. 247–276